# Bodiam (East Sussex)
Bodiam is een dorp en civil parish in East Sussex, Engeland. De plaats is gelegen in de vallei van de rivier Rother nabij de dorpen Sandhurst en Ewhurst. De civil parish telde 393 inwoners (2011). Het 14e-eeuwse Bodiam Castle ten oosten van de hoofdstraat is een toeristische trekpleister.

## Fotogalerij

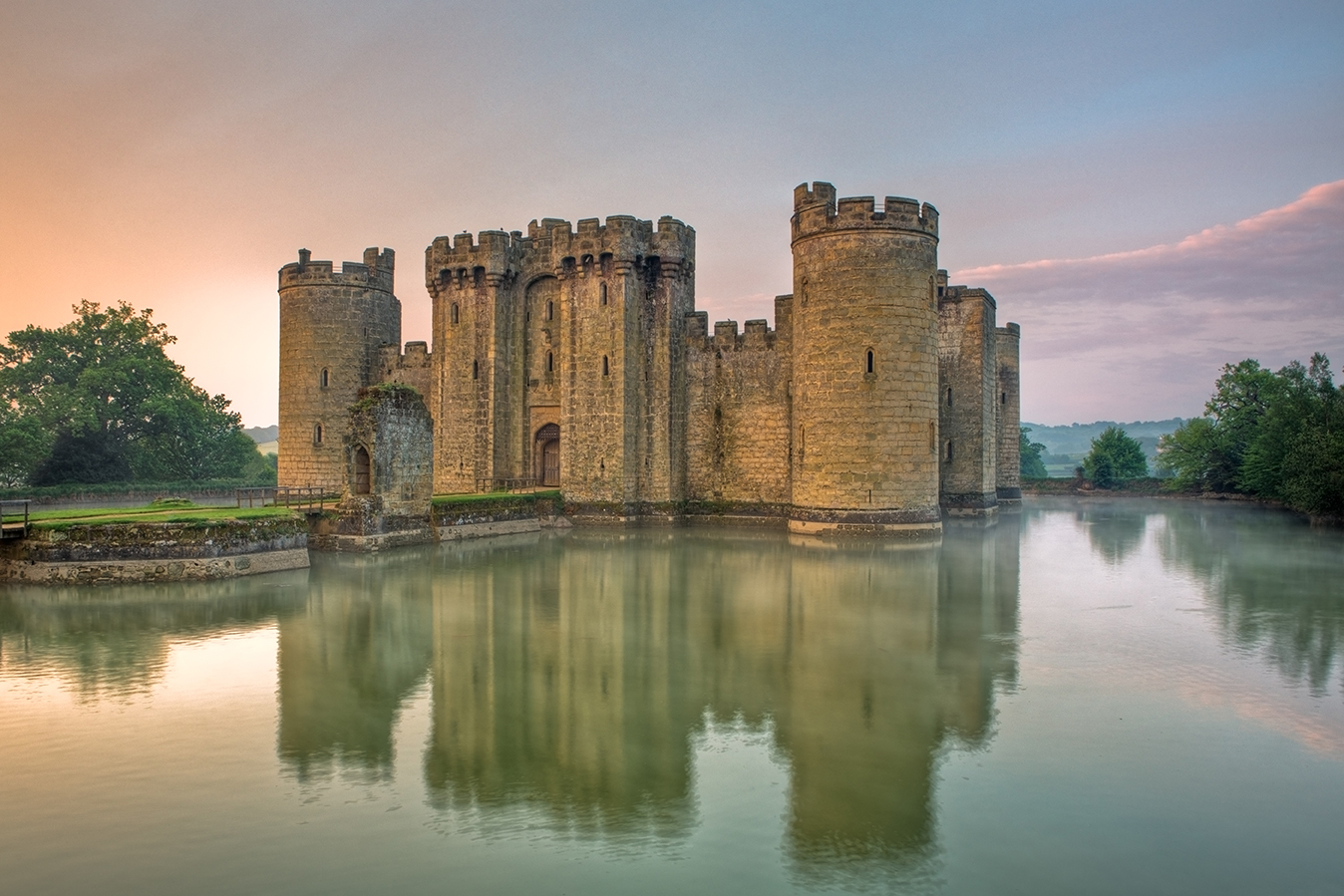
Bodiam Castle
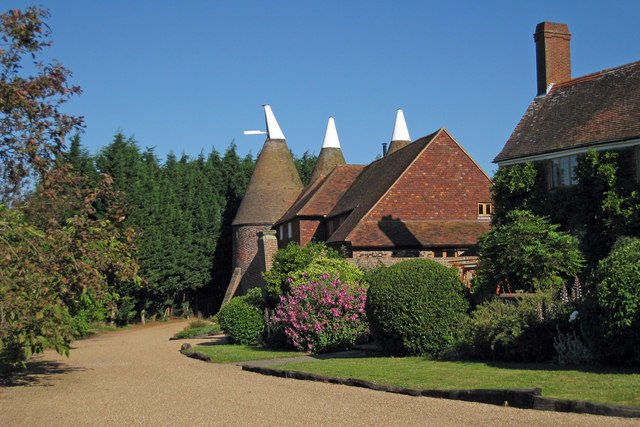
Eesthuizen in Bodiam
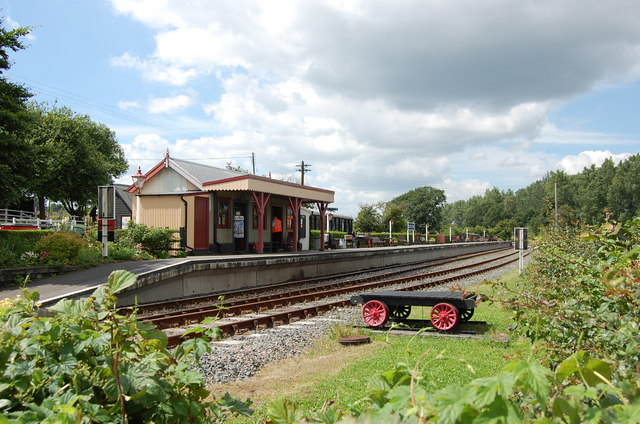
Station Bodiam